# Max Daetwyler
Max Daetwyler ou Dätwyler, né le 7 septembre 1886 à Arbon dans le canton de Thurgovie, et décédé le 26 janvier 1976 à Zumikon dans le canton de Zurich, est un pacifiste radical et objecteur de conscience suisse. Il est considéré comme l'un des plus grands « originaux » de Zurich au XXe siècle.

## Biographie
Max Daetwyler a grandi près du lac de Constance, il est le onzième des douze enfants d'un hôtelier d'Arbon. Il fait un apprentissage de commerce à Wattwil, puis travaille comme sommelier à Rome, Paris et Londres. Ensuite, il est gérant à Berne.
Lors de la mobilisation de 1914 (il a 27 ans), il proteste contre la guerre et refuse de prêter le serment au drapeau. Il est alors exclu de l'armée et subit un internement psychiatrique. Dès ce moment, les autorités ont tenté à plusieurs reprises de le frapper d'« interdiction » (mise sous tutelle) avec un prétexte psychiatrique, ce qui a pu être évité grâce au refus de sa commune d'origine Zumikon. À sa sortie d'hôpital, il crée en 1915 l'association « Armée de la paix » (Friedensarmee).  
Le 15 novembre 1917, il organise avec Max Rotter une manifestation pour mettre fin à la guerre. Les travailleurs de deux fabriques de munitions se mettent en grève. C'est le déclenchement des désordres zurichois de novembre de 1917 (Zürcher Novemberunruhen). Daetwyler est arrêté et à nouveau enfermé dans une clinique psychiatrique. 
Après être sorti de clinique, il épouse Klara Brechbühl en 1918 et déménage à Zumikon. Ils auront une fille et un garçon. Ils tiennent une ferme avec un élevage de poules, des légumes de culture biologique, des fleurs et des abeilles, ils vendent aussi des broderies et des brochures.
Dès 1932, Daetwyler fait des marches pour la paix et de nouvelles actions pacifistes. Lors de sa marche sur Genève, il rencontre Gandhi. Il marche aussi sur Paris et participe à des rassemblements à Zurich et à Munich. Pendant la Seconde Guerre mondiale, il adopte le drapeau blanc comme symbole : dès lors il aura toujours cet accessoire avec lui.  
Après la mort de sa femme en 1959, il va manifester dans de nombreux lieux de décision ou de conflits. Bien qu'il ne soit pas reçu par les chancelleries, il se rend à Berlin-Est et Berlin-Ouest, Moscou, Washington, La Havane, Londres, Le Caire, Jérusalem et en Suisse dans le Jura. Il forge ainsi sa réputation mondiale d'« apôtre au drapeau blanc ».

## Pacifisme

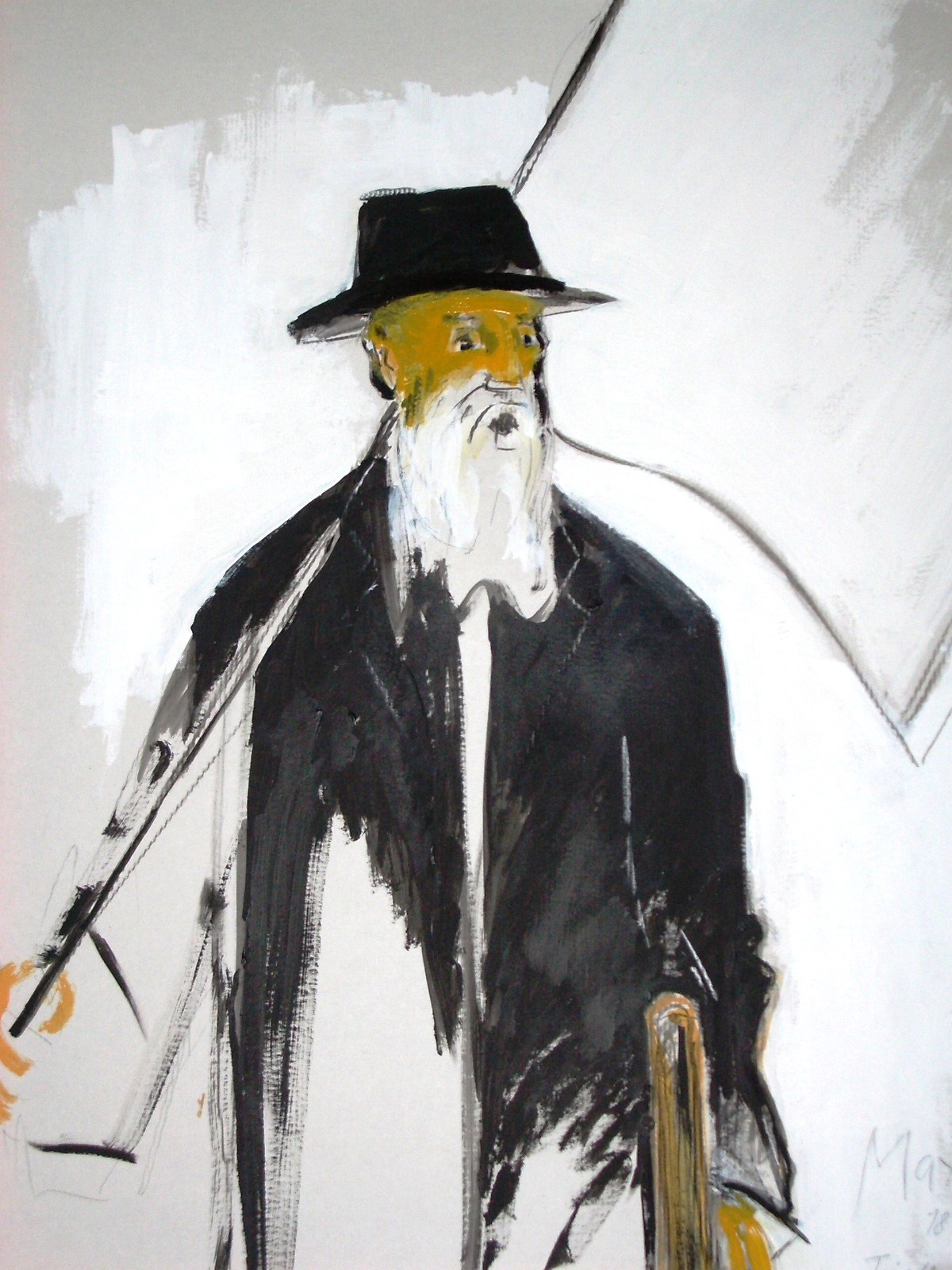
Portrait, lors de l'exposition Frieden schaffen, Zurich 2008

Max Daetwyler a fondé son pacifisme sur l'amour chrétien du prochain et sur la nécessaire réconciliation des peuples après une guerre. Il a lutté contre la « double morale » et la contradiction que représentent la violence d'État, le christianisme interdisant toute violence. Il défendait une non-violence conséquente, selon l'exemple donné par Gandhi, et il a appelé chacun à participer à l'établissement d'une patrie mondiale en vivant dans une harmonie spirituelle:

« Comme toutes choses, la guerre ne commence pas au moment où elle devient apparente, par la fabrication d'armes et la militarisation des peuples. Mais elle a son origine dans la mentalité des gens, qui ne peut être que corrompue si elle permet la préparation de la guerre. »

— Max Daetwyler, 1916
Sa non-violence radicale le mena en prison à plusieurs reprises, aussi bien en Suisse qu'à l'étranger. Son obstination fit qu'on se moqua de lui et ses positions furent l'objet de critiques croissantes. Il arriva souvent qu'il ne soit pas pris au sérieux. 

« Le drapeau blanc flotte aujourd'hui sur la place Rouge. En haut sur le Kremlin se trouve le drapeau rouge de Lénine. Quelle image pour les russes ! Nous verrons quel drapeau est le plus fort. Je le sais. Les seigneurs du Kremlin le devinent ... »

— Max Daetwyler, 1964

## Œuvres
- « Vortrag von Max Daetwyler über das Thema: Wie kann der Friedensschluss befördert werden?  », H. Jent & Co., Berne, 1915
- Die Friedensarmee, [1916]
- Friedens-Predigt : Das christliche Prinzip als Grundlage zur Beendigung des Krieges und zur Versöhnung der Völker nach dem Kriege, Neue Zürcher Zeitung, Zurich, 1916
- Daetwyler als Dienstverweigerer, Komm. W. Trösch, Olten, [1919]
- Erlebnisse in der Irrenanstalt, Internationale Friedens-Armee, Zumikon, 1919
- Also spricht Daetwyler, Internationale Friedens-Armee, Zumikon 1930
- Welt-Friedens-Zeitung/World Peace News

## Hommages
- Des expositions lui sont consacrées en 1996 aux Archives fédérales à Berne (« Apôtre de la paix », du 16 octobre au 22 décembre 1996), puis en 1999 à Zurich (« Max Daetwyler Friedensapostel 1886-1976 », du 12 mars au 14 mai 1999).
- En 2004, la commune de Zumikon a inauguré une statue le représentant.
- En 2008, une place a reçu le nom de « Max-Daetwyler-Platz », à la gare du stade du Wankdorf à Berne.

## Presse
- Interview de Max Daetwyler à l'aéroport de Zurich, alors qu'il part dire au président Lyndon Johnson de mettre un terme à la guerre du Viêt Nam. Émission « Antenne » de la télévision suisse alémanique le 28 février 1968, durée 2 minutes 20[4].